# Torrey Pines Gliderport
El Torrey Pines Gliderport  es un sitio histórico ubicado en San Diego, California. El Torrey Pines Gliderport se encuentra inscrito  en el Registro Nacional de Lugares Históricos desde el 12 de julio de 1993. 

## Ubicación
El Torrey Pines Gliderport se encuentra dentro del condado de San Diego.